# Nothing (N.E.R.D)
Nothing è il quarto album dei N.E.R.D, pubblicato il 29 ottobre 2010 dalla Star Trak/Interscope e prodotto dai Neptunes.

## Tracce
1. Party People (feat. T.I.) (Williams, Hugo, Harris)
2. Hypnotize U (Williams,de Homem-Christo, Bangalter)
3. Help Me (Williams, Hugo, Iovine)
4. Victory (Williams, Hugo)
5. Perfect Defect (Williams, Hugo)
6. I've Seen the Light / Inside of Clouds (Interlude) (Williams, Hugo)
7. God Bless Us All (Williams, Hugo)
8. Life as a Fish (Williams, Hugo)
9. Nothing on You (Williams, Hugo)
10. Hot-N-Fun (featuring Nelly Furtado) (Williams)

Deluxe edition
1. # It's In the Air
2. # Sacred Temple
3. # I Wanna Jam
4. # The Man
5. # Fuego (iTunes bonus track)
6. # Ride That Thang (feat. Fam-Lay) (Amazon bonus track)

## Classifiche
| Classifica (2010)        | Posizione più alta |
| ------------------------ | ------------------ |
| Francia                  | 43                 |
| Francia - Album digitali | 4                  |
| UK Albums Chart          | 83                 |
| UK R&B Chart             | 8                  |